# ČEZ
ČEZ, a.s. (Skupina ČEZ’ České Energetické Závody) – czeskie przedsiębiorstwo energetyczne z siedzibą w Pradze.
Przedsiębiorstwo ČEZ, a.s. zostało założone w 1992. Zajmuje się głównie produkcją i sprzedażą energii elektrycznej i ciepła. W 2003 w wyniku połączenia ČEZ, a.s. z przedsiębiorstwami zajmującymi się dystrybucją energii (Severočeská energetika, Severomoravská energetika, Středočeská energetická, Východočeská energetika, Západočeská energetika) powstała grupa kapitałowa CEZ, zaliczająca się do pierwszej dziesiątki największych firm branży energetycznej w Europie. Jest największym producentem energii w Czechach. Spółka ČEZ, a.s. jest podmiotem dominującym grupy. Dalsze rozszerzenie działalności stało się możliwe dzięki akwizycjom m.in. w Bułgarii, Rumunii i Polsce.
Obecnie w skład grupy CEZ wchodzi ponad 90 czeskich i zagranicznych firm, w tym w samych tylko w Czechach: 2 elektrownie jądrowe, 15 elektrociepłowni węglowych, 17 elektrowni wodnych, 13 elektrowni słonecznych, 3 farmy wiatrowe i 5 czeskich dystrybutorów energii.
ČEZ, a.s. jest notowana na giełdzie w Pradze, a od 25 października 2006 także na Giełdzie Papierów Wartościowych w Warszawie (skrót: CEZ). Większościowym udziałowcem (67,6%) jest skarb państwa Republiki Czeskiej.

## ČEZ w Polsce
ČEZ kupił w Polsce elektrociepłownię Elcho i elektrownię Skawina w 2006.
ČEZ planował udział w prywatyzacji Tauron Polska, być może również w drugim etapie prywatyzacji Enei.
Pod koniec 2017 r. ČEZ poprzez swoją spółkę zależna ČEZ ESCO przejął polską firmę OEM Energy z siedzibą w Marklowicach.